# Ак-Терек (Саламаликский айылный аймак)
Ак-Терек (кирг. Ак-Терек) — село в Узгенском районе Ошской области Кыргызстана. Входит в состав Саламаликского айылного аймака.

## География
Село расположено в северной части области, на левом берегу реки Яссы, на расстоянии приблизительно 30 километров (по прямой) к северо-востоку от города Узгена, административного центра района. Абсолютная высота — 1354 метра над уровнем моря.

## Население
Согласно оценочным данным Национального статистического комитета Кыргызской Республики, численность населения села на начало 2023 года составляла 1133 человека.
| год     | 2009 | 2014 | 2015 | 2020 | 2021 | 2023 |
| ------- | ---- | ---- | ---- | ---- | ---- | ---- |
| человек | 1034 | 1212 | 1247 | 1299 | 1349 | 1133 |